# Parlamento da Escócia
O Parlamento Escocês (em língua inglesa: Scottish Parliament; em gaélico escocês: Pàrlamaid na h-Alba; em scots: Scottish Pairlament) é o órgão legislativo nacional, unicameral da Escócia, localizado na área de Holyrood da capital Edimburgo. O Parlamento, informalmente designado por "Holyrood", é um órgão eleito democraticamente compreendendo 129 deputados que são conhecidos como Membros do Parlamento Escocês, ou MSPs. Os membros são eleitos para um período de quatro anos sob o sistema de representação proporcional mista. Como resultado, 73 MSPs representam individualmente os distritos eleitorais geográficos eleitos pelo sistema da pluralidade e 52 dividem-se proporcionalmente entre oito regiões distintas (sete deputados para cada uma). A última eleição geral para o parlamento escocês foi realizada em 5 de Maio de 2016.
O primeiro parlamento escocês, também chamado de os Estados da Escócia, foi a câmara legislativa do Reino da Escócia, e funcionou do início do século XIII até que a monarquia independente fundiu-se com o Reino da Inglaterra conforme o Ato de União de 1707, para formar o Reino Unido da Grã-Bretanha. Como consequência, o Parlamento da Escócia também fundiu-se com o Parlamento da Inglaterra para a formar o Parlamento da Grã-Bretanha, que está sediado em Westminster, em Londres.
Depois do referendo escocês de 1997 onde os escoceses amplamente apoiaram a recuperação da instituição legislativa, o atual Parlamento foi estabelecido pela Lei da Escócia de 1998, pela qual foram devolvidas algumas competências para a Escócia. Esta lei também define as competências da câmara, apontando explicitamente quais as matérias em que o parlamento de Westminster tem competência exclusiva, incluindo a lei que regula esta câmara, bem como a capacidade de aumentar ou reduzir as suas competências. A primeira sessão do novo parlamento aconteceu em 12 de maio de 1999. A atual presidente é Ken Macintosh.

## História
Antes do Ato de União de 1707, a Escócia era um reino independente, com uma câmara legislativa própria, chamada de Estados da Escócia. Durante as conversações prévias da união entre os dois reinos, os escoceses sugeriram aos ingleses que seu parlamento continuasse a existir, mas os negociadores ingleses não aceitaram.
Durante estes três séculos, o Parlamento escocês continuou sendo um importante elemento da identidade nacional escocesa e vários pedidos foram feitos antes de 1914 para que ele fosse "devolvido". No entanto, a eclosão da Primeira Guerra Mundial resultou no seu arquivamento. Um súbito avanço do nacionalismo escocês no fim da década de 1960, impulsionou as solicitações para um autogoverno e até mesmo a independência, e levou o Governo trabalhista de Harold Wilson a criar a Comissão Kilbrandon para a reforma da Constituição Britânica, em 1969. Um dos objetivos da comissão era analisar as possibilidades de dotar a Escócia de um maior autogoverno dentro do Reino Unido. Kilbrandon em 1973 publicou o seu relatório recomendando a criação de um Parlamento escocês diretamente eleito pelo povo e que poderia legislar sobre a maioria dos assuntos internos da Escócia.
Nesse tempo, a descoberta de campos petrolíferos no mar do Norte e a consequente campanha publicitária do Partido Nacional Escocês (SNP), com o slogan "o petróleo é escocês", fizeram crescer ainda mais o apoio tanto a favor da independência, como a favor do próprio SNP. O argumento da formação nacionalista era que a exploração de petróleo no mar do Norte não iria beneficiar a Escócia tanto quanto deveria. O efeito da combinação destes acontecimentos levou o primeiro-ministro Wilson a iniciar o processo para a "devolução" do legislativo para a Escócia, apesar de não ter ocorrido até 1978, quando as propostas chegaram ao Parlamento britânico.
Nos termos do Ato da Escócia de 1978, deveria constituir-se um parlamento em Edimburgo se a maioria do eleitorado escocês votasse a seu favor em um referendo. A consulta popular ocorreu em 1 de março de 1979, mas não obteve apoio suficiente, de acordo com os termos da lei. Embora 52% dos eleitores fosse a favor, este número representava apenas 40% do eleitorado, já que houve uma abstenção próxima a um terço dos eleitores.
Durante as décadas de 1980 e 1990, os pedidos a favor de um parlamento escocês continuaram a crescer, em parte porque o Governo do Reino Unido era controlado pelo Partido Conservador de Margaret Thatcher e John Major, formação que tinha muito pouco apoio na Escócia. Como consequência da derrota no referendo, os nacionalistas criaram a Campanha por uma Assembleia escocesa, um grupo de pressão, que levou à criação em 1989 de uma Convenção Constitucional Escocesa em que tomaram parte organizações, partidos e empresários.
A "devolução" do Parlamento voltou ao plano eleitoral com a sua inclusão na ordem do dia do trabalhista Tony Blair, ele mesmo nascido em Edimburgo. Em 11 de setembro de 1997, ocorreu um novo referendo, no qual o eleitorado aprovou a criação de uma nova assembleia legislativa que teria a capacidade de modificar os impostos. Como resultado desta decisão popular, o Governo promulgou o Ato da Escócia de 1998 e, em 1 de julho de 1999, após as primeiras eleições para o Parlamento escocês, foi constituída a nova câmara. Sua primeira sede, em caráter provisório, foi a Câmara da Assembleia Geral da Igreja da Escócia, na Royal Mile, em Edimburgo.

## O edifício

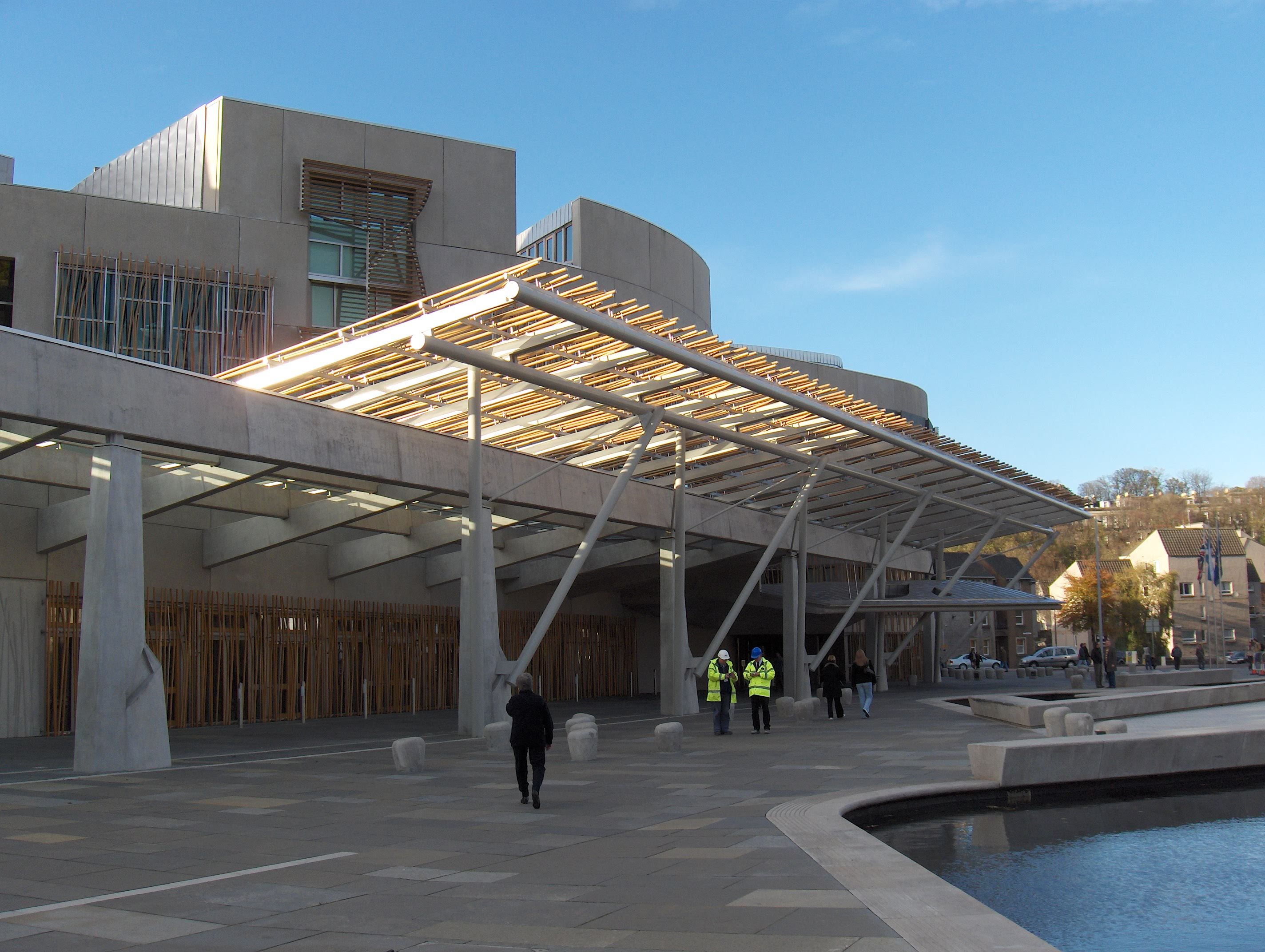
A entrada pública do Edifício do Parlamento Escocês, inaugurado em outubro de 2004.

Desde setembro de 2004, a sede oficial do Parlamento escocês é o Edifício do Parlamento Escocês, no bairro de Holyrood, em Edimburgo. Ele foi projetado pelo arquiteto espanhol Enric Miralles, e consiste num conjunto de edifícios em forma de folhas, com uma ala coberta com herbáceas, que se funde com o parque adjacente e com os gabiões de muros de construções anteriormente. Em seu interior, dispõem-se diferentes motivos geométricos com base no quadro de Henry Raeburn do Reverendo patinando, um verdadeiro ícone da arte escocesa. Gabletes encadeados e o horizonte de barcas dando a volta do Garden Lobby completam sua arquitetura.
A rainha Elizabeth II inaugurou o novo edifício em 9 de outubro de 2004. Enquanto a construção do edifício estava em andamento (e foram três anos a mais do previsto) o Parlamento teve sua sede na Câmara da Assembleia Geral da Igreja da Escócia, a poucas centenas de metros de Holyrood, também em Edimburgo.
As fotografias oficiais e as entrevistas para a televisão muitas vezes ocorrem em um pátio anexo ao Parlamento, que pertence à Universidade de Edimburgo. Além disso, e de forma esporádica, o Parlamento escocês reuniu-se no Conselho Regional de Strathclyde, em Glasgow, em maio de 2000 e na Universidade de Aberdeen, em maio de 2002. Além disso, em março de 2006, uma das vigas do teto deslizou de seu suporte e ficou balançando sobre as cadeiras dos conservadores. O debate na câmara teve de ser suspenso e os trabalhos parlamentares transferidos para o Hub de Edimburgo, durante uma semana, enquanto eram realizadas as inspeções correspondentes.

## Cargos

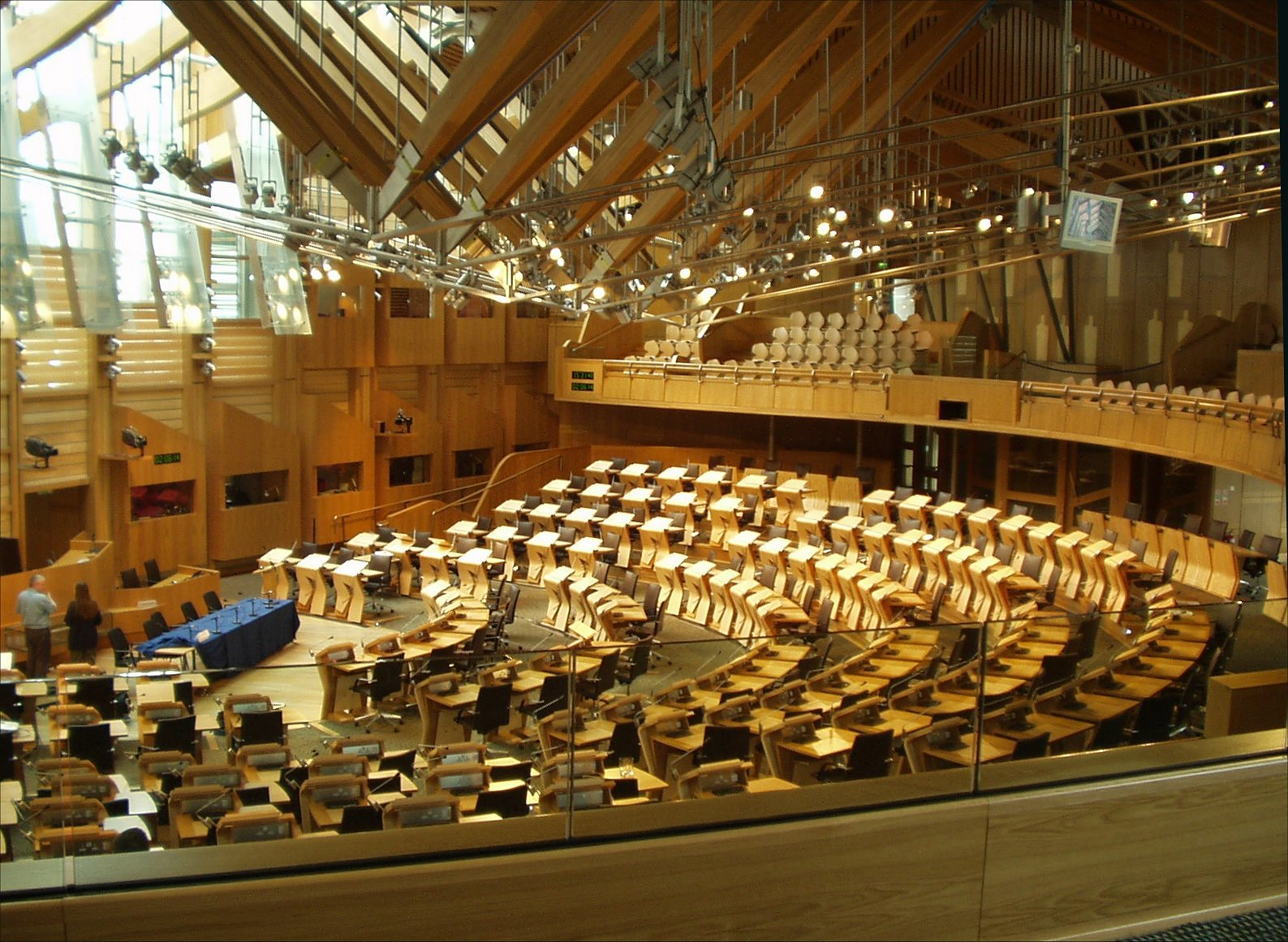
Os assentos na Câmara dos Debates são dispostos em um semicírculo, com os ministros sentados na parte da frente do semicírculo, diretamente em frente ao presidente e parlamentares escrivães.

Depois de cada eleição para o Parlamento escocês, e no início da legislatura, os deputados elegem um deles para aceder ao cargo de Presidente do Parlamento escocês (Presiding Officer) assim como dois secretários. O presidente e os dois secretários são escolhidos por 129 deputados em votação secreta, a única que pode ter estas características, de acordo com o regulamento. A principal tarefa do presidente do Parlamento escocês é presidir os trabalhos da câmara, e, nessa tarefa tanto ele como seus secretários têm que ser imparciais.
Durante os debates, o presidente é assistido por um especialista administrativo em procedimento, bem como por um funcionário administrativo que tem a função de controlar o sistema de votação e os relógios do parlamento. Além disso, a área da presidência tem a seu cargo um funcionário que assegura que tudo funciona adequadamente e que tanto o pessoal como os bens e recursos estão prontos para o uso.
O presidente também tem como missão distribuir os tempos de intervenção na câmara, e de representar institucionalmente o Parlamento, tanto dentro como fora da Escócia.

## Atualmente
Atualmente, os cargos são os seguintes. No governo:
- O Muito Honorável John Swinney, do Partido Nacional Escocês, é o atual primeiro-ministro da Escócia, desde maio de 2024.

Na oposição:
- Douglas Ross, do Partido Conservador, desde agosto de 2020;
- Anas Sarwar, do Partido Trabalhista, desde fevereiro de 2021;
- Alex Cole-Hamilton, do Partido Liberal-Democrata, desde agosto de 2021;

Dentro do Governo escocês existe uma carteira para Assuntos Parlamentares, que é responsável por fazer fluir as relações entre os ramos executivo e legislativo. O seu ministro é Bruce Crawford.

## Composição
O Parlamento escocês tem 129 deputados. O Partido Nacional Escocês e o Partido Verde escocês formam a coalizão de governo.

### As mudanças ao longo da legislatura
- O presidente Alex Fergusson renunciou a seu mandato de deputado do Partido Conservador para poder ser mais imparcial em seus trabalhos. Nas eleições, o seu partido tinha conseguido 17 deputados.
- Na legislatura anterior, três deputados abandonaram o Partido Socialista Escocês para formar o Solidariedade, em 2006.